# ツルアリドオシ
ツルアリドオシ（蔓蟻通し、学名：Mitchella undulata Sieb. et Zucc. ）は、アカネ科ツルアリドオシ属の地面を這う常緑蔓性の多年草。和名は、葉や花などがアリドオシに似ていることに由来する。

## 特徴
常緑性の多年草<。茎はその断面が円形で、無毛、長さは10-40 cmになるが、完全に這うか垂れ、地表を離れて上向きに伸びることはまずない。茎の節からは根を出す。葉は対生し、ごく小さな托葉がある。葉は卵形で長さ0.8-1.5 cm、幅は0.4-1.2 cm、長さ2-5 mmの葉柄がある。葉身は深緑でつやがあり、厚くて毛が無く、卵形で先端は短く尖り、基部は丸い。また、辺縁はやや波打っている。
異型花柱性の被子植物。花期は6-7月で、枝先に長さ5 mmほどの花茎を出し、その先に花をつける。花は必ず2個着き、それぞれの花の基部にある子房は互いに合着している。花冠は白色で漏斗状になって長さ10 mm、先端は4裂し、裂片は大きく開いて径8 mm。裂片の内側には毛がある。雄蘂は4個あり、花冠内側から出て、開いた部分の葯が覗く。果実は熟すと赤くなり、丸くて径8 mm。果実は合着した二つの子房がまとまった形で膨らんだもので、左右2個の花の萼の痕が表面に残る。

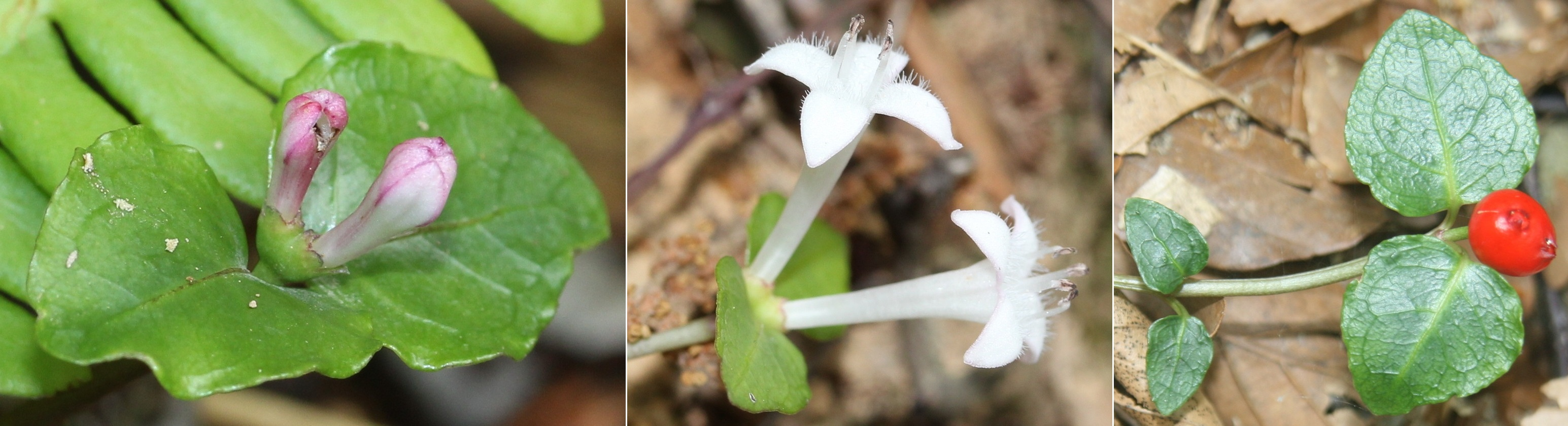
左：子房が合着した2個の蕾 中：漏斗状の先端が4裂した白い花（雄蘂は4個） 右：赤い果実、2個の花の萼の痕が表面に残る

和名は葉の形や付き方、華やか実など、様々な特徴がアリドオシに似て、蔓性であることによる。種小名の「undulata」は、「波状の」を意味する。

## 分布
日本と朝鮮南部に分布する。
日本では北海道から九州にかけて分布し、山地から亜高山帯にかけてやや湿った林縁などに生育する。

## 生態など
山林地において林床を覆い、時に岩から垂れ下がる。薄暗い木陰に生えるもので、この種を見かけると、その辺りが日当たりが悪いと判断できる。
地上、特にしばしばコケの上を這う。また、株によって花柱が長く突き出るものと、花柱が短くて雄蘂が長く出るものとの2形がある。
日本では山野草として苗が市販されている。
- 花柱が長く突き出るもの。
- 雄蕊が長く出るもの。
- 垂れ下がった状態
- 果実には、萼が付着していた点が左右2個並ぶ。

## 分類

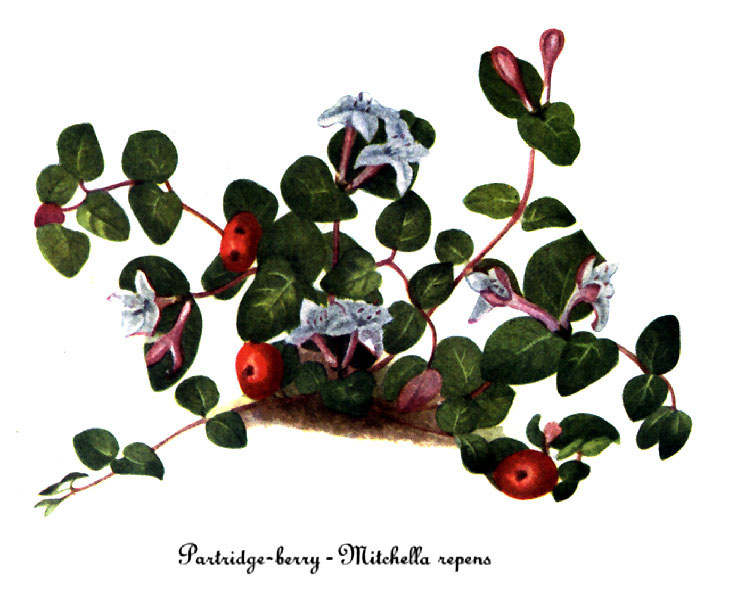
M. repens・図版
(画)メアリー・ヴォー・ウォルコット

ツルアリドオシ属にはツルアリドオシの他にもう1種あり、Rubiaceae repens L. が北アメリカに分布する。この種は本種と極めて近いもので、牧野富太郎は同一種内の別亜種としていた。
アリドオシ属は、見かけが似ているだけで直接的な類縁は近くない。コケサンゴ属 Nertera は近縁で、コケサンゴ N. granadensis は鉢植えなどで鑑賞される。